# مقاطعة آقجبدي
مقاطعة آغجه‌بدي (بالإنجليزية: Aghjabadi District)‏ هي إحدى مقاطعات أذربيجان. يقدر عدد سكانها بـ 122,649 نسمة ومساحتها 1,760 كم2، وعاصمتها آقجبدي.